# Кубатиевы
Кубати́евы (осет. Хъубадтæ, Хъуыбадтæ, тур. Aytek, Kubat) — дигорская княжеская фамилия.

## Происхождение рода
Предок фамилии Кубатиевых был сыном Бадела от первой жены, он родился в селении Махческ. Когда Кубади повзрослел, то он приобрёл земельное владение в соседнем селе Верхний Фаснал. Здесь он построил каменный дом и обосновался вместе со своей семьёй. Его дети стали носить фамилию по имени отца — Кубатиевы, таким образом появилась новая фамилия. Также Кубади при своей жизни построил на северо-восточной окраине села боевую башню.

## Генеалогия
Родственными фамилиями (осет. æрвадæлтæ) Кубатиевых являются — Абисаловы, Битуевы, Кабановы, Каражаевы, Тугановы, Чегемовы.
Генетическая генеалогия
159888, 299608 — Kubatiev — R1b1a2a2c1 (Z2105+, CTS9219+, Y5586+, and DYS389a=12, DYS520=22, DYS456=16, DYS413a=22, DYS439=11)

## Известные представители
- Алан Кайсанбекович Кубатиев (1952–2022) — российский писатель, публицист, переводчик, литературовед, журналист, кандидат филологических наук.
- Аслан Амирханович Кубатиев (1941) — известный российский врач, член-корреспондент РАМН, заведующий кафедрой общей патологии и патофизиологии.
- Умар Бимболатович Кубатиев (1880–1919) — герой гражданской войны, чрезвычайный комиссар ВЦИКа, наркомнац.

Военная служба
- Дохчико Мисостович Кубатиев (1886) — полковник, командир первой сотни Кабардинского конного полка Кавказской туземной конной дивизии ("Дикая дивизия").
- Курман (Александр) Кубатиев — секунд-майор (1791), был крещён в Херсоне российской императрицей Екатериной II.